# Zhao xiansheng
Pour plus de détails, voir Fiche technique et Distribution.
Zhao xiansheng, littéralement « Monsieur Zhao » est un film chinois réalisé par Lu Yue, sorti en 1998. Le film obtint le Léopard d'or au Locarno Festival.

## Fiche technique
- Titre : Zhao xiansheng
- Réalisation : Lu Yue
- Scénario : Lu Yue et Ping Shu
- Pays d'origine : Chine
- Date de sortie : 1998

## Distribution
- Yi-Nan Chen
- Wenli Jiang
- Jing-ming Shi